# Pambelé
Production
Diffusion
Pambelé est une série télévisée biographique colombienne créée et développée par 11-11 Films, basée sur le livre El oro y la oscuridad: la vida gloriosa y trágica de Kid Pambelé écrit par Alberto Salcedo Ramos. Il met en vedette Jarlin Martínez en tant que personnage principal et a commencé à être diffusé sur la chaîne de diffusion colombienne RCN Televisión le 10 juillet 2017 et s'est terminé le 3 novembre 2017. La série suit la vie et l'histoire du boxeur colombien Antonio Cervantes. En Afrique la série est diffusée depuis le 9 juin 2021 sur A+.

## Synopsis
La série suit la vie et l’histoire du boxeur colombien Antonio Cervantes.

## Réception
La série a été présentée comme la moins vue en Colombie dans la soirée avec un total de 4,5 millions de téléspectateurs. La série n'a pas réussi à vaincre son adversaire El Chema, jusqu'à ce qu'elle ait été l'un des échecs de RCN Televisión comme la série El Comandante.

## Distribution
- Jarlin Martínez : Antonio Cervantes
- María Nela Sinisterra : Carolina Orozco Reyes
- Laura Vieira : Aurora Valencia
- Juan Alfonso Baptista : Ezequiel Mercado
- Iván López : Cristóbal Román
- Indhira Serrano : Ceferina Reyes
- Pedro Palacios
- Vince Balanta : Chico Gonzales
- Mauricio Castillo
- Mauricio Mejía : Cachao
- Omar Murillo : Clemente Roballo
- Juan Carlos Arango : Legata
- Jorge Monterrosa : Pete
- Karina Guerra : Noreya
- Luis Tamayo : Don Pancra
- Jaisson Jeack : Frizzo
- Iris Oyola : Yamile
- Roberto Fernandez Rizo : Diego Monagas
- Daniella Donado : Freda
- Javier De Zuani : Nicolas Roche
- Franártur Duque : Rafito Veleño
- Angely Gaviria : Julia Cervantes